# André Valardy
André Valardy est un réalisateur, humoriste et acteur belge, né le 17 mai 1938 à Anvers (dans la section de Borgerhout) et mort le 30 avril 2007 à  Paris 14e.
Il est surnommé « l'homme caoutchouc » ou « l'homme caméléon », en raison des métamorphoses de son visage qu'il opère grâce à l'élasticité de sa peau.

## Biographie
De son vrai nom André Knoblauch, il choisit son nom de scène en souvenir de ses lectures de jeunesse, Jean Valhardi détective de Jean-Michel Charlier et Eddy Paape. Il suit les cours de Françoise Rosay ainsi que de René Simon, puis il rencontre Jacques Fabbri qui l'engage dans sa troupe. Homme de théâtre, il joue dans Mère courage avec Maria Casarès, Comment devenir une mère juive en 10 leçons, Frédérick ou le boulevard du crime avec Jean-Paul Belmondo ou Monsieur Chasse.
On se souvient également de son interprétation dans La Chèvre de Francis Veber ou encore dans Le téléphone rose d'Édouard Molinaro mais aussi un grand nombre de fictions à la télévision.
Il a créé plusieurs one man shows dont Hardyboum et le personnage de Nadine dans L'école des fans.
Dès 1987, il participe à toutes les émissions de La Classe présentée par Fabrice sur l'ancienne chaîne FR3. Il y présente des sketches comiques où il déforme son visage en étirant ses joues.
Aux Blancs-Manteaux, au Théâtre Montparnasse, au Splendid Saint-Martin ou encore au Point-Virgule, André Valardy offrait une galerie de personnages d'une variété impressionnante, mime et comédien à transformation, l'homme caméléon pouvait camper une Scarlett O'Hara défraîchie, une religieuse hystérique ou encore l'incroyable Hulk.
Décédé à 68 ans des suites d'un cancer, il est inhumé à Bruxelles.

## Filmographie sélective

### Cinéma

#### Acteur
- 1967 : Ne jouez pas avec les Martiens
- 1967 : Bang-Bang de Serge Piollet
- 1970 : Papa, les petits bateaux de Nelly Kaplan
- 1973 : L'Emmerdeur d'Édouard Molinaro : l'auto-stoppeur américain
- 1973 : Les Aventures de Rabbi Jacob de Gérard Oury (scène coupée au montage)
- 1975 : Le Téléphone rose d'Édouard Molinaro
- 1975 : Peur sur la ville d'Henri Verneuil : un journaliste
- 1977 : Monsieur Papa de Philippe Monnier
- 1977 : Bobby Deerfield de Sidney Lumet
- 1977 : Le Point de mire de Jean-Claude Tramont
- 1977 : La Raison d'État d'André Cayatte
- 1978 : Cause toujours... tu m'intéresses ! d'Édouard Molinaro
- 1979 : Nous maigrirons ensemble de Michel Vocoret
- 1979 : Les Charlots en délire d'Alain Basnier : le chef d'orchestre
- 1979 : Je vais craquer de François Leterrier
- 1980 : Rendez-moi ma peau de Patrick Schulmann : Janax le grand illusionniste
- 1981 : La Chèvre de Francis Veber : Meyer
- 1981 : Faut s'les faire... ces légionnaires ! d'Alain Nauroy
- 1982 : Légitime Violence de Serge Leroy
- 1983 : Attention ! Une femme peut en cacher une autre de Georges Lautner
- 1984 : Les Voleurs de la nuit de Samuel Fuller
- 1984 : Une Américaine à Paris de Rick Rosenthal (brève apparition dans la séquence d'ouverture du film)
- 1986 : Lévy et Goliath de Gérard Oury : Nathan
- 1987 : En toute innocence d'Alain Jessua : le policier Meunier
- 1998 : Que la lumière soit ! d'Arthur Joffé
- 2000 : La Fidélité d'Andrzej Żuławski
- 2006 : Nothing Sacred

#### Scénariste et réalisateur
- 1984 : L'erreur est humaine
- 1992 : Le Fauteuil magique

### Télévision
- 1973 : La Ligne de démarcation - épisode 4 : Urbain (série télévisée) : Urbain
- 1974 : Messieurs les jurés : L'Affaire Varnay d'André Michel
- 1977 : Brigade des mineurs : l’inspecteur Gardanne
- 1978 : Ce diable d'homme de Marcel Camus : Frédéric II
- 1980 : Petit déjeuner compris de Michel Berny : Fred Gregory, Le batteur de Roxy Music
- 1981 : Julien Fontanes, magistrat de Jean Pignol, épisode Un si joli petit nuage
- 1981 : Au bon beurre d'Édouard Molinaro : Alphonse, un résistant communiste
- 1983 : La Veuve rouge d'Édouard Molinaro : Le juge Bertin
- 1984 : Au théâtre ce soir : Les Hussards de Pierre-Aristide Bréal, mise en scène Jacques Fabbri, réalisation Pierre Sabbagh, Théâtre Marigny
- 1988 : Les Enquêtes du commissaire Maigret, épisode : La Pipe de Maigret de Jean-Marie Coldefy
- 1988 : Les Enquêtes du commissaire Maigret, épisode : L'Homme de la rue de Jean Kerchbron
- 1995 : La Veuve de l'architecte de Philippe Monnier : Le juge
- 1999 : Le Secret de Saint-Junien de Christiane Spiero : Pierre
- 2003 : Ne meurs pas, de José Pinheiro : Le professeur Poniatov
- 2006 : Navarro, de Tito Topin et Pierre Grimblat : Le barman du bar à Pigalle (épisode Manipulations)
- 2003 : Navarro, de Tito topin : Monsieur Holbein (Ne pleurez pas Jeannettes)

## Théâtre
- 1963 : La Grande Oreille de Pierre-Aristide Bréal, mise en scène Jacques Fabbri, Théâtre de Paris
- 1969 : Mère Courage de Bertolt Brecht, mise en scène Jean Tasso, Bobino
- 1969 : Occupe-toi d'Amélie de Georges Feydeau, mise en scène Jacques Charon, Théâtre de la Madeleine
- 1971 : Il faut que le sycomore coule de Jean-Michel Ribes, mise en scène de l'auteur, Théâtre de Plaisance
- 1972 : Boeing-Boeing de Marc Camoletti, mise en scène Christian-Gérard, Comédie Caumartin : Robert
- 1983 : Comment devenir une mère juive en dix leçons de Paul Fuks d'après le livre de Dan Greenburg (en), mise en scène Tooti Masson, Théâtre Montparnasse, Théâtre de l'Œuvre en 1984
- 1987 : Le Malade imaginaire de Molière, mise en scène Pierre Boutron, Théâtre de l'Atelier, Théâtre des Célestins
- 1995 : Croque-monsieur de Marcel Mithois, mise en scène Raymond Acquaviva, Théâtre Daunou
- 1996 : Le Bal des voleurs de Jean Anouilh, mise en scène Jean-Claude Idée, Théâtre Montparnasse
- 1998 : Frédérick ou le boulevard du crime d'Éric-Emmanuel Schmitt, mise en scène Bernard Murat, Théâtre Marigny
- 2001 : Monsieur chasse ! de Georges Feydeau, mise en scène Jean-Luc Moreau, Théâtre du Palais-Royal
- 2002 : Ivanov d'Anton Tchekhov, mise en scène Jacques Rosner, Théâtre 14 Jean-Marie Serreau